# Rael
Claude Maurice Marcel Vorilhon (Vichý, 30 de septiembre de 1946), más conocido como Rael, es el fundador y líder espiritual de la secta ovni Movimiento Raeliano. Nació en la ciudad francesa de Vichy (Allier).
Antes de fundar el movimiento raeliano, Vorilhón era periodista deportivo y cantante. Fundó su propia revista sobre las carreras automovilísticas, Auto Pop.
Bajo el seudónimo de Claude Celler, Vorilhón ―inspirado en su ídolo Jacques Brel― escribió las siguientes cinco canciones:
- 1966: Le miel et la cannelle (la miel y la canela).
- 1966: Madam’ Pipi (‘señora Pipí’).
- 1966: Monsieur votre femme me trompe (‘señor, su esposa me está engañando’).
- 1966: Quand on se mariera (‘cuando nos casemos’).
- 1971: Mon amour Patricia (‘mi amor, Patricia’).

## Movimiento raeliano
Claude Vorilhon afirma que ha experimentado dos encuentros con alienígenas, los cuales inspiraron su ideología.
El primero de estos contactos habría ocurrido al anochecer del 13 de diciembre de 1973. Vorilhon afirma que estaba paseando cuando vio un ovni (objeto volador no identificado) que aterrizaba suavemente. De la nave salió un ser extraterrestre, y le dijo (en francés) que tenía que ir a reunirse con él para darle un mensaje, y que la misión de Vorilhón consistiría en dar a conocer este mensaje a la gente de todo el mundo.
Recibió el nombre profético de Rael, cuyo significado sería ‘mensajero’. Sus reuniones con el ser extraterrestre duraron cinco días, y están descritas en su primer libro Le livre qui dit la vérité (‘el libro que dice la verdad’), en el cual afirma que todas las formas de vida de la Tierra fueron creadas por los elohim con la ayuda de un grupo de expertos en genética y 25 000 años de avances científicos; todos los profetas que han pasado por el mundo han sido enviados por los elohim, según él sus mensajes han sido maletendidos y despreciados por los humanos.
Vorilhon dice que se le asignó la misión de informar a todo el mundo de sus verdaderos orígenes, y la de construir una embajada para preparar el retorno de los elohim. Él argumenta que los extraterrestres le explicaron algunos misterios (los cuales cuenta en su libro), basados en la relectura de algunos libros religiosos, como la Biblia.
El 7 de octubre de 1975 dijo que había vuelto a contactar con los elohim, los cuales le llevaron a su planeta. Allí dijo haber encontrado a Moisés, Buda, Jesús y Mahoma, y recibió las enseñanzas que están recogidas en su segundo libro, Les extra-terrestres m'ont emmené sur leur planète (‘Los extraterrestres me llevaron a su planeta’). Vorilhon afirma que descubrió a unos maravillosos, armoniosos y pacíficos seres que le enseñaron una filosofía basada en el placer, el amor, la sabiduría y la consciencia.